# Jungiella inundationum
Jungiella inundationum är en tvåvingeart som beskrevs av Jezek 1995. Jungiella inundationum ingår i släktet Jungiella och familjen fjärilsmyggor.
Artens utbredningsområde är Tjeckien. Inga underarter finns listade i Catalogue of Life.